# Viticuso

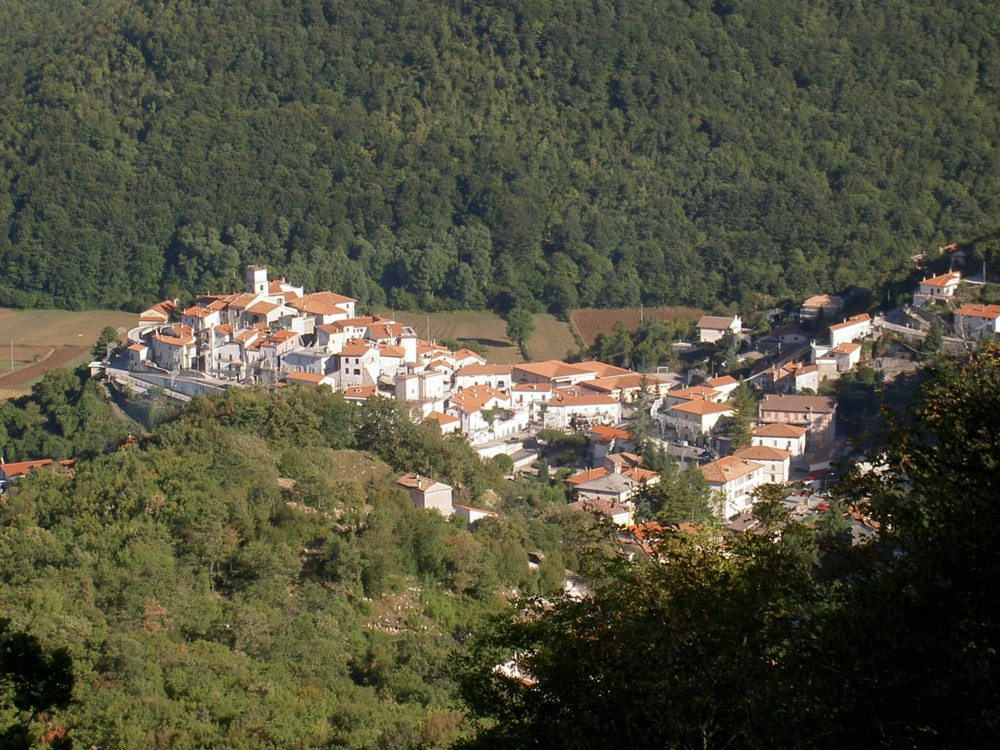
Viticuso

Viticuso is een gemeente in de Italiaanse provincie Frosinone (regio Latium) en telt 423 inwoners (31-12-2004). De oppervlakte bedraagt 21,1 km², de bevolkingsdichtheid is 20 inwoners per km².

## Demografie
Viticuso telt ongeveer 195 huishoudens. Het aantal inwoners daalde in de periode 1991-2001 met 11,4% volgens cijfers uit de tienjaarlijkse volkstellingen van ISTAT.
| Jaar | Inwoneraantal |
| ---- | ------------- |
| 1991 | 483           |
| 2001 | 428           |

## Geografie
De gemeente ligt op ongeveer 825 m boven zeeniveau.
Viticuso grenst aan de volgende gemeenten: Acquafondata, Cervaro, Conca Casale (IS), Pozzilli (IS), San Vittore del Lazio, Vallerotonda.